# Berliner Turm (Burg bei Magdeburg)

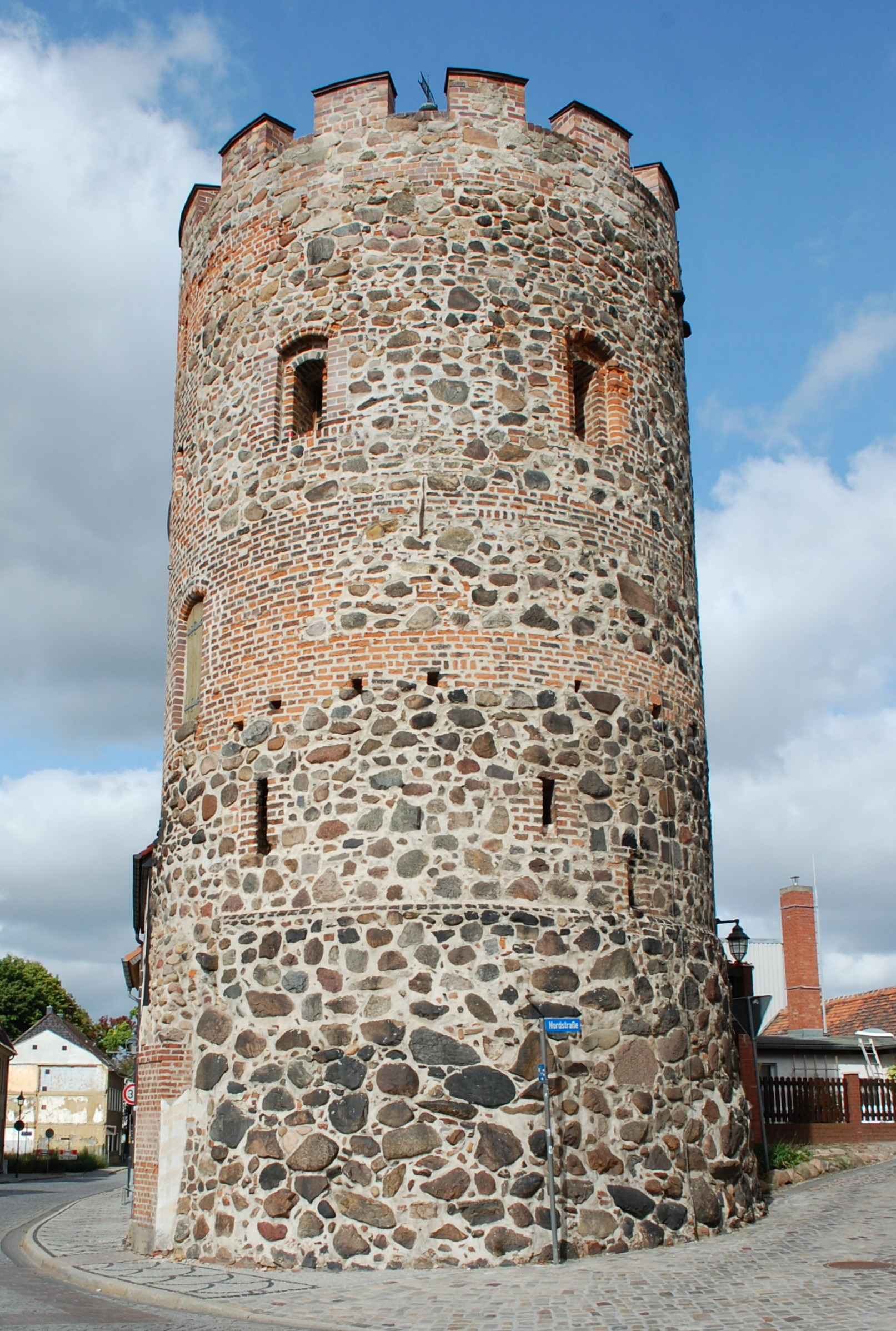
Berliner Turm

Der Berliner Turm (auch Berliner Torturm) ist ein denkmalgeschützter Turm der historischen Stadtbefestigung der Stadt Burg in Sachsen-Anhalt.
Er steht an der Nordseite der Berliner Straße, östlich der Burger Innenstadt.

## Architektur und Geschichte
Der Turm entstand im 14. Jahrhundert aus Feldsteinen und gehörte als Torturm zum Berliner Tor. Das auch als Liebfrauentor bezeichnete Tor wurde 1806 abgerissen, wobei jedoch der Rundturm erhalten blieb. Er verfügt in der Mitte seiner Höhe über zwei Schichten aus Backstein. Bekrönt wird der Turm von einem gleichfalls aus Backstein bestehenden Kranz. Im Turminneren finden sich als Reste Ansätze von Rippengewölben.